# Паризький меридіан

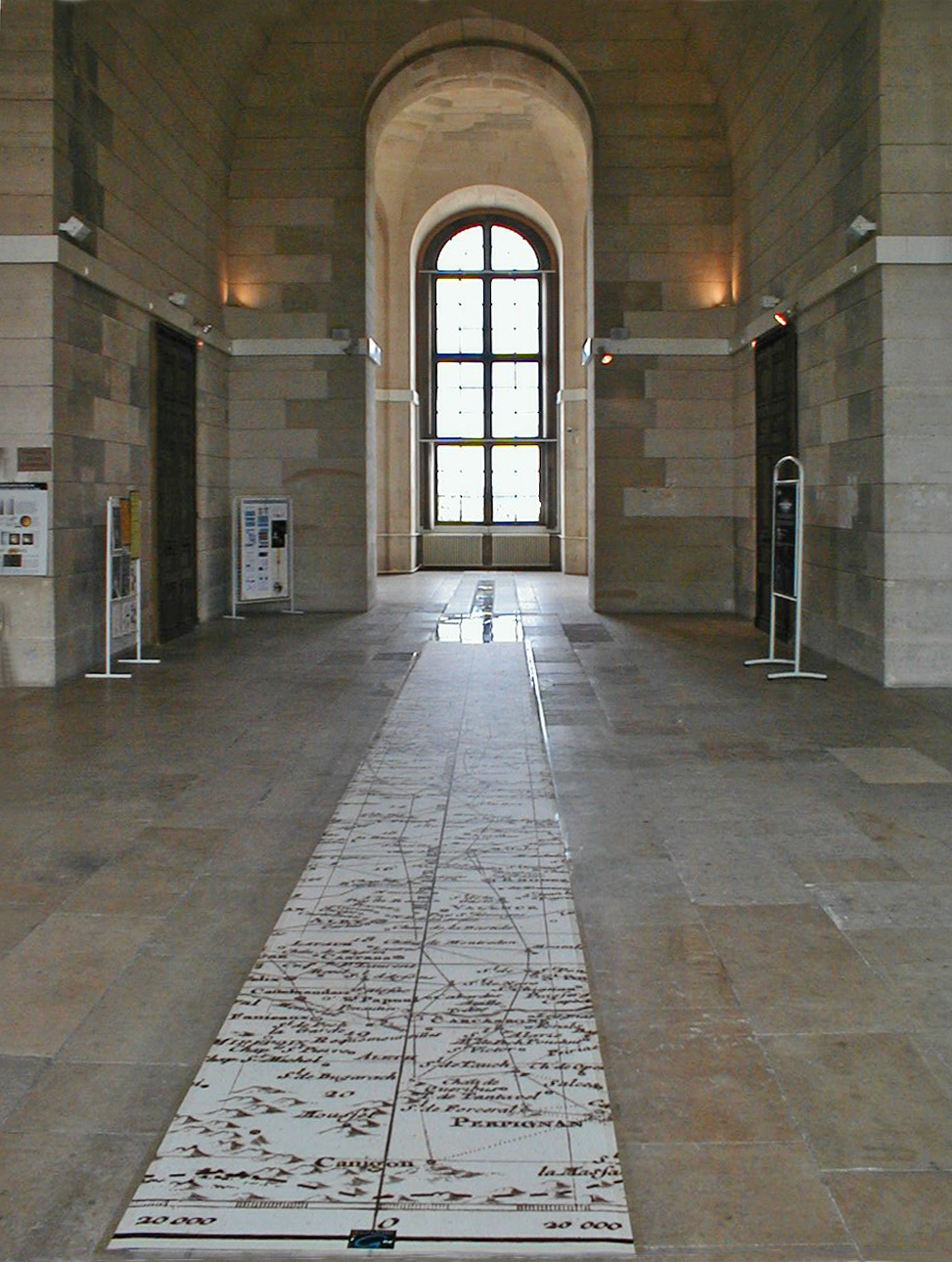
Паризький меридиан

Паризький меридіан (фр. Méridien de Paris) — меридіан , що проходить через Паризьку обсерваторію. До Міжнародної меридіанної конференції 1884 року поряд з меридіаном Ферро широко використовувався як нульовий меридіан для відліку географічних довгот.

## Регіони, які перетинає Паризький меридіан
Від Північного до Південного полюсу Паризький меридіан перетинає такі регіони й країни:
- Північний Льодовитий океан (проходить між о. Гренландія та архіпелагом Свальбард)
- Атлантичний океан, північна частина (Норвезьке море, далі Північне море)
- Франція
- Іспанія
- Середземне море
- Алжир
- Малі
- Нігер
- Буркіна-Фасо
- Бенін
- Атлантичний океан, південна частина
- Антарктичний океан
- Антарктида (Земля королеви Мод)

## Галерея

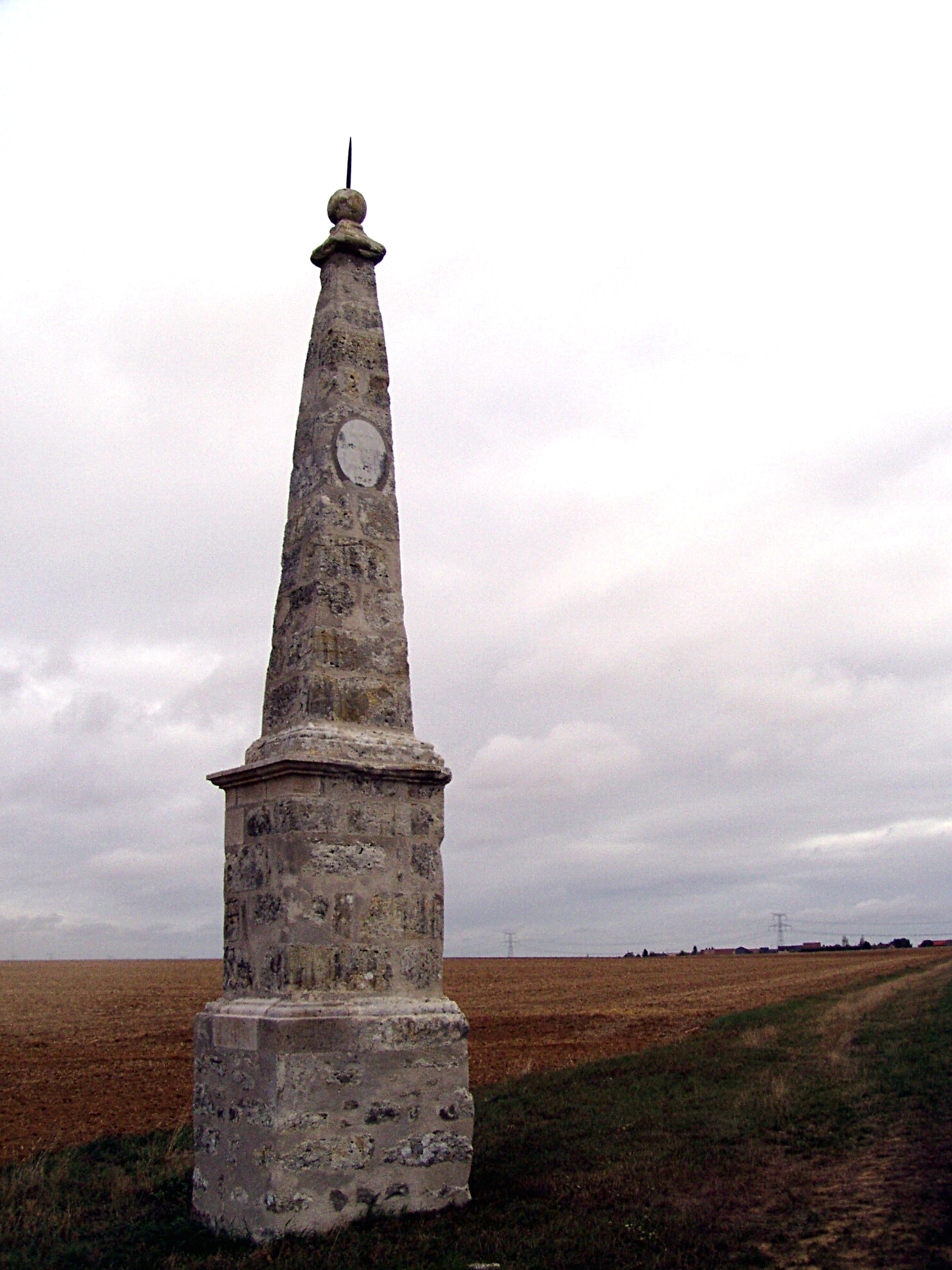
Стела Паризького меридіану, встановлена Джованні Кассіні в Луаре (Маншкур) (N152)
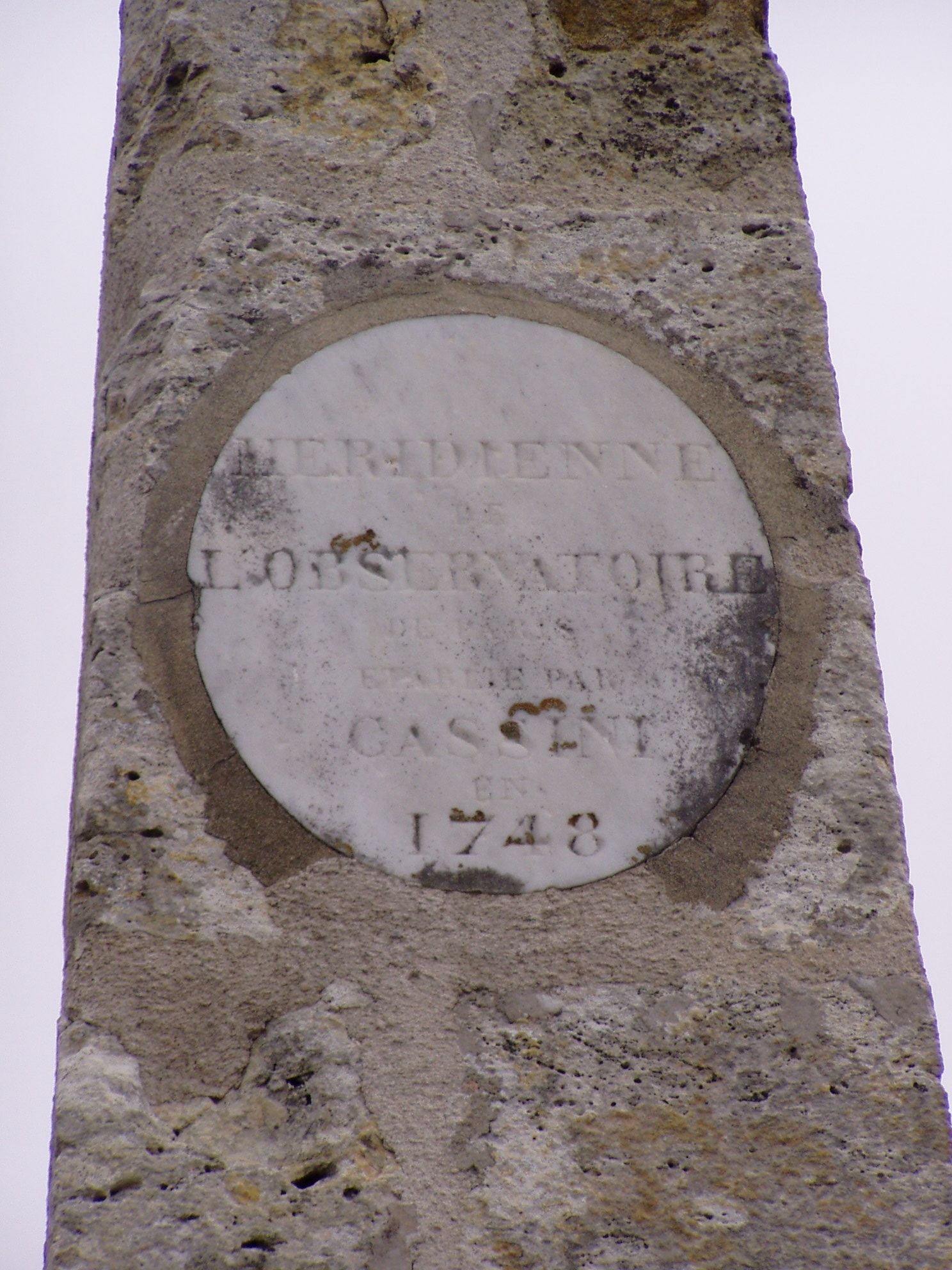
Деталь медальйону